# Catacanthus incarnatus
Catacanthus incarnatus — вид клопів з родини щитників (Pentatomidae). Поширений у тропічній Азії.

## Морфологія
Клопи завдовжки 25-30 мм і мають щитоподібну форму тіла. Голова невелика, глянцевого зеленого кольору. У більшості дорослих особин переднеспинка і великий щиток жовті. Коріум передніх крил також жовтий, перетинка чорна. Задні крила сіро-бурі, перетинчасті. По краях черевця видно чергування світлих і темно-синіх смуг. На коріумі є дві великі чорні плями і зазвичай ще дві на щитку. Ноги і вусики чорні. Іноді зустрічаються інші колірні варіанти, які показують основні кольори помаранчевий, червоний або біло-жовтий. Яскраві кольори та плями є попередженням для потенційних хижаків.

## Поширення
Catacanthus incarnatus широко поширений у Пакистані, Індії, Шрі-Ланці, Бангладеш, М'янмі, Таїланді, Малайзії, Індонезії, Камбоджі, Лаосі, В'єтнамі та на півдні Китаю, де він переважно мешкає в рідколіссях і фруктових садах, де іноді зустрічається як шкідник сільського господарства.

## Екологія
Catacanthus incarnatus є багатоїдним видом і часто трапляється групами по 300, іноді до 500 екземплярів на окремих деревах, таких як дерева кеш'ю (Anacardium occidentale). Жуки висмоктують сік з плодів кеш'ю, послаблюючи їх і заражаючи плодовими мушками та мікробами. Це перешкоджає подальшому розвитку плодів і збиранню горіхів.